# Burzești
Burzești falu Romániában, Erdélyben, Fehér megyében. Közigazgatásilag Aranyosvágás községhez tartozik.

## Fekvése
Aranyosvágás közelében fekvő település.

## Története
Burzeşti korábban Aranyosvágás része volt. 1956 körül vált külön településsé 146 lakossal. 1966-ban 128, 1977-ben 94, 1992-ben 49, 2002-ben pedig 43 román lakosa volt.